# Chen Shu
Chen Shu, född 1660, död 1736, var en kinesisk målare. Hon tillhörde en ämbetsfamilj och var främst känd som målare av insekter och växter . 